# Wulfhilda de Norvegia
Wulfhilda (sau Ulfhilda) (n. 1020 – d. 24 mai 1071) a fost prințesă din Norvegia, care, prin căsătoria cu ducele Ordulf de Saxonia, a devenit ducesă de Saxonia.
Wulfhilda a avut ca părinți pe regele Olaf al II-lea al Norvegiei (Sfântul Olaf) și pe Astrid Olofsdotter de Suedia. Fratele ei vitreg a fost regele Magnus I al Norvegiei. În noiembrie 1042, ea a fost căsătorită cu Ordulf de Saxonia, fiul ducelui Bernard al II-lea de Saxonia cu Eilika de Schweinfurt. Căsătoria era menită să întărească alianța dintre Saxonia și Danemarca. Wulfhilda și Ordulf au avut un fiu, Magnus, care a succedat la conducerea Ducatului de Saxonia.